# Evangelos Skraparas
Evangelos Skraparas (griechisch Ευάγγελος Σκραπάρας, * 5. März 1991 in Remscheid, Deutschland) ist ein deutsch-griechischer Fußballspieler.

## Karriere
Evangelos Skraparas erlernte das Fußballspielen in den Jugendmannschaft des FC Remscheid, Bayer 04 Leverkusen, dem 1. FC Köln und dem Wuppertaler SV. Mit dem Wuppertaler SV spielte er 26-mal in der A-Junioren-Bundesliga. Seinen ersten Vertrag unterschrieb er am 1. Juli 2010 beim VfB Hüls. Der Verein aus Marl spielte in der Oberliga, wo man in der NRW-Liga antrat. Nach einer Saison wechselte er am 1. Juli 2011 nach Herne zum Ligakonkurrenten Westfalia Herne. Vom 1. Juli 2012 bis Mitte Januar 2013 war er vertrags- und vereinslos. Am 18. Januar 2013 nahm ihn der Regionalligist FC Kray unter Vertrag. Hier trat er mit dem Verein aus dem Essener Stadtteil Kray in der Regionalliga West an. Für Kray absolvierte er ein Regionalligaspiel. Nach der Saison wurde sein Vertrag nicht verlängert. Vom 1. Juli 2013 bis Ende August 2013 war er wieder vertrags- und vereinslos. Über die Stationen TuS Ennepetal und dem Malchower SV ging er Ende September 2015 nach Rumänien. Hier schloss er sich dem Zweitligisten Metalul Reșița aus Snagov an. Für Snagov absolvierte er acht Zweitligaspiele. Im Januar 2016 wechselte er nach Griechenland, wo er einen Vertrag bei Kissamikos in Kissamos unterschrieb. Hier stand er bis September 2016 unter Vertrag. Ende September 2016 spielte er bis zum Ende des Jahres wieder in Rumänien bei seinem ehemaligen Verein Metalul Reșița. PAE Eginiakos, ein Verein aus Griechenland, nahm ihn Mitte 2017 unter Vertrag. Hier spielte er bis Saisonende. Vom 1. Juli 2017 bis Ende Dezember 2017 war er wieder vertrags- und vereinslos. Ende Dezember 2017 zog es ihn nach Asien. Hier unterschrieb er in Vietnam einen Vertrag beim Quảng Nam FC. Mit dem Verein aus Tam Kỳ spielte er in der ersten Liga des Landes, der V.League 1. Nach zwei Monaten zog er weiter nach Australien, wo er sich dem Richmond FC bis Ende September anschloss. Ende September 2018 ging er wieder nach Rumänien zum Sportul Snagov, um im Januar 2019 nach Laos zu wechseln. In Laos verpflichtete ihn der Visakha FC aus der Hauptstadt Phnom Penh. Mit Visakha spielte er in der höchsten Liga des Landes, der Cambodian League. Im Januar 2020 kehrte er wieder nach Deutschland zurück, wo er einen Vertrag beim Bonner SC unterschrieb. Mit dem Bonner Verein spielte er in der Regionalliga West. Der FC Wegberg-Beeck, der ebenfalls in der Regionalliga West spielte, nahm ihn Ende Oktober 2020 unter Vertrag. Nach Saisonende zog es ihn wieder nach Asien. In Thailand unterschrieb er einen Vertrag beim Customs Ladkrabang United FC. Der Verein aus Samut Prakan spielt in der zweiten thailändischen Liga, der Thai League 2. Sein Zweitligadebüt in Thailand gab er am 5. September 2021 (1. Spieltag) im Auswärtsspiel beim Khon Kaen FC. Hier stand er in der Startelf und spielte die kompletten 90 Minuten. In der Hinrunde absolvierte er 16 Zweitligaspiele für die Customs. Zur Rückrunde 2021/22 wechselte er nach Udon Thani zum Ligakonkurrenten Udon Thani FC. Für den Zweitligisten bestritt er 17 Ligaspiele. Nach Ende der Saison wurde sein Vertrag nicht verlängert und knapp fünf Monate später schloss Skraparas sich dann dem andorranischen Erstligisten UE Santa Coloma an.